# Rock & Razor Techno Music
《Rock & Razor Techno Music》은 대한민국의 가수 겸 배우 임창정의 데뷔 앨범이다.

## 활동
원래 타이틀곡은 〈거짓같은 진실〉로서 뮤직비디오까지 찍고 활동했으나 어느 라디오 PD의 권유에 따라 3일만에 〈이미 나에게로〉로 바꿔 활동했다.

## 수록곡
| #            | 제목                                  | 작사         | 작곡         | 재생 시간 |
| ------------ | ------------------------------------- | ------------ | ------------ | --------- |
| 1.           | 〈너를 만나게 한 바다로〉             | 손태재       | 이세건       | 4:20      |
| 2.           | 〈기억할 수밖에 없는 너〉             | 채은         | 이세건       | 3:40      |
| 3.           | 〈이미 나에게로〉                     | 임창정       | 임창정       | 4:47      |
| 4.           | 〈J에게〉                             | 이세건       | 이세건       | 4:10      |
| 5.           | 〈Ya Ya! Boo Boo!〉                   | 채은         | 이세건       | 3:20      |
| 6.           | 〈거짓같은 진실〉                     | 채은         | 이세건       | 3:47      |
| 7.           | 〈블루파티〉                          | 채은         | 이세건       | 3:45      |
| 8.           | 〈그후로 나는〉                       | 채은         | 이세건       | 4:25      |
| 9.           | 〈너를 만나게 한 바다로〉 (SAXOPHONE) |              |              | 4:20      |
| 10.          | 〈Ya Ya! Boo Boo!〉 (Inst.)           |              | 이세건       | 4:20      |
| 총 재생 시간 | 총 재생 시간                          | 총 재생 시간 | 총 재생 시간 | 41:54     |

## 참여
이 목록은 해당 앨범의 부클릿에서 발췌하였다.
스텝
- 기획&제작 - 한중대산
- 프로듀서 - 황규중
- 뮤직 디렉터 - 이세건, 송재일
- 편곡 - 이세건, 송재일, 이영국, 임창정
- 키보드&피아노 - 최태완
- 색소폰 - 이정식
- 기타 - 유태준
- 베이스 - 이태윤
- 코러스 - 김련, 최선경, 임창정
- 프로듀싱 엔지니어 - 노양수, 고현정
- 믹싱엔지니어 - 노양수
- 사진&디자인 - 박성민
- 헤어&스타일 - 유혜선